# Ильгуменский (порог)
Порог Ильгуменский (или Ильгумень) — речной порог на горной реке Катунь в Республике Алтай. Порог имеет 4 категорию сложности (с элементами 5 к. с.) по российской классификации. Длина порога составляет около 300 метров.

## Физико-географические характеристики порога
Порог Ильгуменский находится в республике Алтай (Онгудайский район) в 7 километрах от села Купчегень на реке Катунь в её среднем течении. Порог расположен сразу за устьем левого притока Катуни Большого Ильгуменя на плавном левом повороте реки. В районе порога Ильгуменский федеральная трасса Р256 (Чуйский тракт) подходит вплотную к Катуни с левого берега. Ориентиром начала порога служит турбаза, расположенная перед порогом на левом берегу. С правого берега перед порогом расположено улово и большой песчаный пляж. Порог Ильгуменский является первым порогом на Катуни после впадения в неё Чуи. Через 6 километров ниже по течению от порога Ильгуменский, сразу за устьем правого притока Катуни реки Кадрин, начинается порог Кадринская труба (3—4 к. с.).

## Технические характеристики порога

### Подход к порогу и разведка
Порог Ильгуменский относится к 4 категории сложности по российской классификации с элементами 5 категории. Длина порога составляет около 300 метров. При прохождении порога рекомендуется разведка. Просмотр порога возможен с обоих берегов. С правого берега перед началом порога расположен песчаный пляж, на котором удобно осуществлять причаливание. Ниже пляжа расположены скальные выходы, с которых хорошо видно порог. С левого берега просмотр порога осуществляется с территории турбазы с высокого скалистого берега. Так как немного выше порога Чуйский тракт вплотную подходит к Катуни, то многие сплавы начинаются с левого берега с предварительной разведкой с него же.

### Прохождение порога
Характерными препятствиями порога являются большие бочки справа и по центру, и косые валы высотой до 3 метров (до 4 метров в «высокую» воду) ближе к левому берегу. После песчаного пляжа река сужается, скорость потока увеличивается. На входе в порог расположено несколько подводных камней. После них река поворачивает влево на 90°, на повороте расположен слив, более сильный справа (высота слива 2—2,5 метра). После слива слева начинается ряд больших косых валов, справа и по центру ряд бочек. На выходе из порога расположена большая бочка размером до 1,5 метров. При прохождении порога в «высокую» воду заход обычно осуществляется слева через валы, затем необходимо уйти в центр. В «низкую» воду порог проходят по центру с уходом в конце вправо. Так как Катунь в месте порога Ильгуменский достаточно широка, то страховка обычно осуществляется с воды.

## Туризм
Порог Ильгуменский является одним из основных препятствий при сплавах по Средней Катуни. Порог является проходимым для плотов (рафтов), катамаранов, каяков. Кроме водных туристов, порог доступен для просмотра автотуристам.
На пороге Ильгуменский традиционно в конце августа — начале сентября проводится фестиваль «Кубок Катуни — Ак Талай Маргаан», в рамках которого проводится кубок России по рафтингу «Ак Талай Маргаан — Катунь» и всероссийские состязания «Супермарафон — Катунь». В рамках кубка России проводятся состязания в многоборье (квалификация, параллельный спринт, слалом и длинная гонка) в пороге Ильгуменском. Дистанция супермарафона также включает в себя прохождение порога Ильгуменский.